# 羅比恩·卡比
羅比恩·克伦威尔·卡比（英語：Robion Cromwell Kirby，1938年2月25日—），美國数学家，现任加州大學柏克萊分校數學教授。他專精於低維拓樸學，同時他也是卡比─西爾曼不變量的發展者之一，另外他還證明了卡比微積分的一些基礎結果。因為他的數學成就，他已經成為在他研究領域裡一位具有影響力的人物，他指导过五十多名博士研究生，以及提出了一張著名的問題列表。

## 生平
卡比出生於1938年，並且在芝加哥大學取得博士學位，接著很快地他便成了加州大學洛杉磯分校的助理教授，在這段期間他發展了他的「環面技巧」，藉此他在與賴瑞‧西爾曼的合作下，在高於四維的情形下證明了米爾諾七大幾何問題的其中四個，也因此他在1971年獲頒美國數學學會在幾何方面的Oswald Veblen獎。
1995年他成為第一位得到National Academy of Science's Award for Scientific Reviewing的數學家，因為他對於低維拓樸所提出來的問題清單。2001年被選入美國國家科學院。

## 著作
- Foundational Essays on Topological Manifolds, Smoothings, and Triangulations. by Robion C. Kirby, Laurence C. Siebenmann ISBN 0-691-08191-3
- Topology of 4-Manifolds by Robion C. Kirby ISBN 0-387-51148-2

## 外部連結
- 個人主頁 （页面存档备份，存于）
- 他在低維幾何方面所提出的問題的清單 （页面存档备份，存于） (此網頁裡有380頁的gzipped ps檔)
- 羅比恩·卡比在數學譜系計畫的資料。